# Stadio Domenico Francioni
Lo stadio Domenico Francioni (anche noto come Campo sportivo Domenico Francioni) è un impianto calcistico ubicato nella città italiana di Latina.
Principale arena scoperta della città laziale, ospita le gare interne della maggiore squadra locale, il Latina.

## Storia

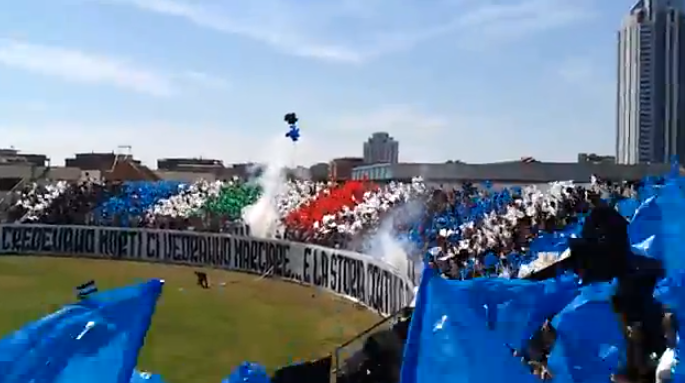
Tifosi del Latina Calcio nella curva nord

La costruzione di uno stadio polisportivo era prevista fin dal primo piano regolatore dell'allora città di Littoria, stilato nel 1932. Il progetto fu affidato all'architetto Oriolo Frezzotti su committenza dell'Opera Nazionale dei Combattenti e Reduci; già nel 1935 lo Stadio Littorio (denominazione piuttosto comune tra le arene sportive del tempo) fu inaugurato. 
Lo stadio era originariamente provvisto di pista d'atletica leggera e di un'unica tribuna sul lato occidentale del campo. Col passare dei decenni la pista andò in rovina e venne smantellata, mentre le tribune vennero progressivamente ampliate.
Divenuto Stadio Comunale nel secondo dopoguerra, l'impianto fu poi intitolato a Italo Balbo (un alpino caduto in guerra, solo omonimo del celebre gerarca ed aviatore fascista); infine dal dicembre 1996 gli è associata la memoria del defunto presidente del Latina Domenico Francioni.
Il livello non altissimo del calcio cittadino ha fatto sì che lo stadio sia rimasto per decenni privo di significativi interventi di potenziamento e ammodernamento: lo stesso ampliamento degli spalti fu condotto in modo parziale e la curva sud rimase per diverso tempo limitata ad un unico spicchio di gradinate a latere della tribuna scoperta (sotto il quale vennero inoltre ricavati gli spogliatoi), il quale fu peraltro successivamente inibito all'accesso. Tra gli anni 1980 e 1990, a integrazione di tale lacuna, sul lato sud venne aggiunta una prima gradinata in ferrotubi; al contempo la tribuna centrale fu dotata di una tettoia metallica.
Solo a seguito della promozione del Latina in Serie B, negli anni 2010 lo stadio è stato interessato da incisivi lavori di ampliamento e adeguamento, che ne hanno portato la capienza a circa 9000 posti a sedere. In particolare si è provveduto a risanare gli spalti esistenti, riverniciandone le facciate e dotandoli in buona parte di seggiolini individuali; in un secondo momento si è provveduto ad ampliare la tribuna scoperta mediante l'aggiunta di un secondo livello di gradinate (costruito in ferrotubi) e a raddoppiare la curva sud posando due distinte gradinate metalliche sfalsate. Quest'ultimo intervento venne condotto con modalità ritenute irregolari dalle autorità giudiziarie, che nel 2014 posero la curva sud sotto sequestro, il quale fu definitivamente revocato solo quattro anni più tardi.
Nel 2025, il Guidonia Montecelio 1937 FC, in attesa dell’adeguamento del proprio campo interno, sceglie il Francioni per disputare le proprie partite casalinghe in terza serie.

## Struttura

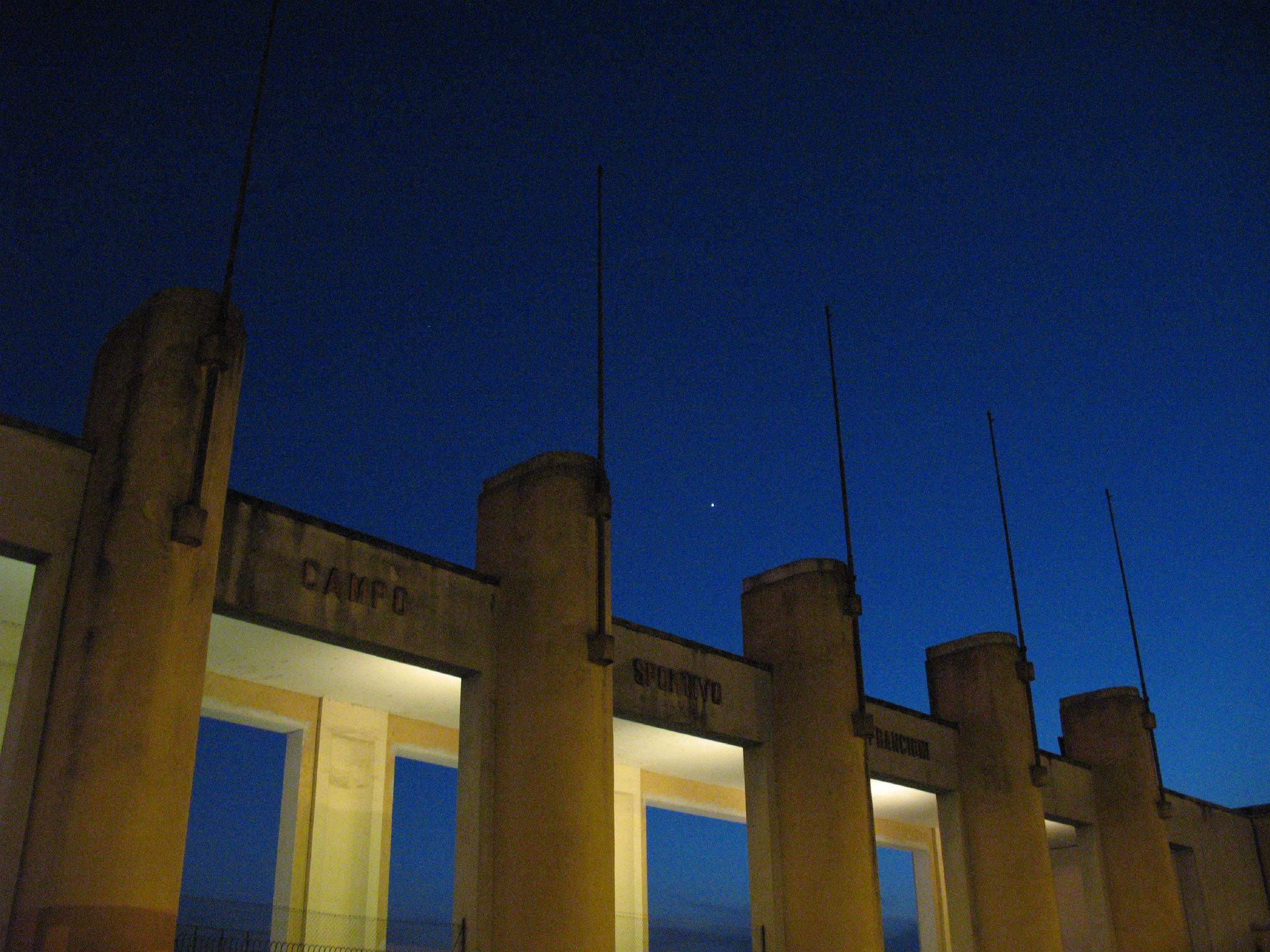
Particolare dell'ingresso monumentale

A seguito dell'ampliamento completato nel 2015, lo stadio di Latina ha una capienza massima di 9.310 posti a sedere, così suddivisi:
- 2.232 in tribuna centrale coperta;
- 3.920 in tribuna scoperta;
- 1.658 in curva nord ("sede" dei gruppi della tifoseria organizzata locale);
- 1.500 in curva sud (dedicata alle tifoserie ospiti)[9].

Sebbene gli spalti (la cui forma e posizione, in buona misura, rispecchia la smantellata pista di atletica leggera) siano alquanto distanti dai bordi del terreno di gioco, la buona visibilità è garantita dall'assenza di barriere alte dinnanzi ai settori dei tifosi casalinghi, protetti unicamente da basse ringhiere. Tutti i posti sono a sedere, numerati e in gran parte dotati di seggiolino.
Caratteristica architettonica peculiare dell'impianto è la monumentale cancellata d'ingresso di piazzale Serratore, costruita nello stile razionalista proprio dell'epoca fascista; essa è situata perpendicolarmente a via Duca del Mare, uno dei principali assi viari cittadini, che la congiunge alla centrale piazza del Popolo. Subito dietro la tribuna centrale si staglia la torre idrica facente parte dell'acquedotto comunale.
Peculiare è altresì la collocazione degli spogliatoi, non nelle tribune laterali ma presso la curva sud.

## Incontri internazionali ospitati
Il 20 gennaio 1993, lo stadio di Latina ha ospitato la gara amichevole tra le nazionali Under 21 di Italia e Romania, terminato 1-0 con gol di Christian Panucci.
Negli anni 1990, poi, lo stadio ospitò anche un'amichevole tra le selezioni U-18 di Italia e Ungheria.
Ci vogliono 34 anni ma torna la Nazionale. L’U21 azzurra gioca una gara di qualificazione ai Campionati Europei 2025 nel settembre del 2024, proprio al Francioni, contro San Marino. 

## Altre manifestazioni ospitate
All'esterno dello stadio, nei pressi dell'ingresso monumentale, nel 1973 furono girate alcune scene del film Polvere di stelle di Alberto Sordi.
Il 29 settembre 1991 si tenne presso lo stadio di Latina il saluto di Papa Giovanni Paolo II alla comunità pontina, in occasione della visita pastorale per il centenario della nascita di Santa Maria Goretti.
Nel 2003 lo stadio accolse anche un incontro calcistico di beneficenza tra la nazionale di calcio dei piloti e quella dei giornalisti di Rai Sport.
Il 13 giugno 2007 ha ospitato il primo concerto del tour musicale Vasco Live 2007 del cantante Vasco Rossi, con un pubblico di circa 20 000 spettatori..
Nel maggio del 2009 fu uno dei luoghi scelti per l'adunata nazionale degli alpini.
Il 21 luglio 2018 lo stadio ha ospitato un concerto di Calcutta, il primo di soli due in programma per l'estate.
Nella stagione 2022-2023 ospita le partite casalinghe della Associazione Sportiva Roma (femminile) inserita nel gruppo B della UEFA Women's Champions League 2022-2023.
Il 13 agosto 2023 si è giocato il "Memorial Vincenzo D'Amico", scomparso il mese prima, tra il Latina e la Lazio finita nove goal a zero per i capitolini.